# Enciclopedia Espasa
 (avril 2025).
Si vous disposez d'ouvrages ou d'articles de référence ou si vous connaissez des sites web de qualité traitant du thème abordé ici, merci de compléter l'article en donnant les références utiles à sa vérifiabilité et en les liant à la section « Notes et références ».
L'Enciclopedia Espasa (Encyclopédie Espasa), également connue comme l'Enciclopedia Espasa-Calpe, dont le nom original est Enciclopedia universal ilustrada europeo-americana, est la grande encyclopédie en langue espagnole du XXe siècle.

## Présentation
Elle prend la suite de projets antérieurs, tels l'Enciclopedia moderna (1851-1855) en 29 volumes (qui atteint 39 volumes avec les appendices postérieurs) ou encore le Diccionario Enciclopédico Hispano Americano en 26 volumes (1887-1899).
L'Enciclopedia Espasa fut le projet le plus ambitieux de la maison Espasa. Celle-ci, fondée par José Espasa Anguera en 1860 et devenue Espasa-Calpe en 1926, est aujourd'hui intégrée au Grupo Planeta. L'objectif initial était la publication d'un ouvrage encyclopédique en langue espagnole, couvrant les connaissances et avancées scientifiques et technologiques, ainsi que l'histoire, les biographies, la géographie, les arts et les littératures espagnole et hispano-américaine. Ses principales nouveautés, par rapport aux autres encyclopédies espagnoles et étrangères, ont été la réduction du format des volumes et l'incorporation massive de photographies et illustrations en noir et blanc, ainsi que de planches en couleur.
La décision de sa publication a été prise en 1905. L'ouvrage principal, publié entre 1908 et 1930, est composé de 72 volumes. À cela s'est ajouté entre 1930 et 1933 un Appendice de 10 volumes comme une sorte d'actualisation des volumes antérieurs. 
En 1983 a été publié l'Index 1934-1980, qui prend en compte les suppléments publiés entre 1934 et 1980; il a été actualisé en 1997 par l'Appendice A-Z, en un volume, et remplacé en 1998 par l'Index 1934-1996.
Depuis 1934, l'actualisation de l'ouvrage se réalise sous forme de Suppléments qui paraissent généralement tous les deux ans. On compte aujourd'hui 36 volumes de ces suppléments. Le plus récent est le Supplément 2009-2010.
Au total, en 2000, l'Enciclopedia Espasa compte 116 volumes (en excluant l'Index 1934-1980 comme redondant), et selon les calculs réalisés par ses éditeurs, plus de 175 000 pages, 200 000 000 de mots, 197 000 illustrations en noir, 4 500 planches couleur, 5 000 000 de références bibliographiques et 100 000 biographies.
Cette encyclopédie était considérée en 1964 comme « l'une des encyclopédies majeures du XXe siècle, remarquable pour la richesse des informations, les cartes et plans des lieux les plus obscurs et les plus reculés, la qualité des reproductions, la densité des bibliographies, le traitement des mots individuels à la façon d'un dictionnaire de langue avec, dans bien des cas, des équivalents étrangers et des articles fouillés traitant en profondeur des sujets importants. »

## Volumes

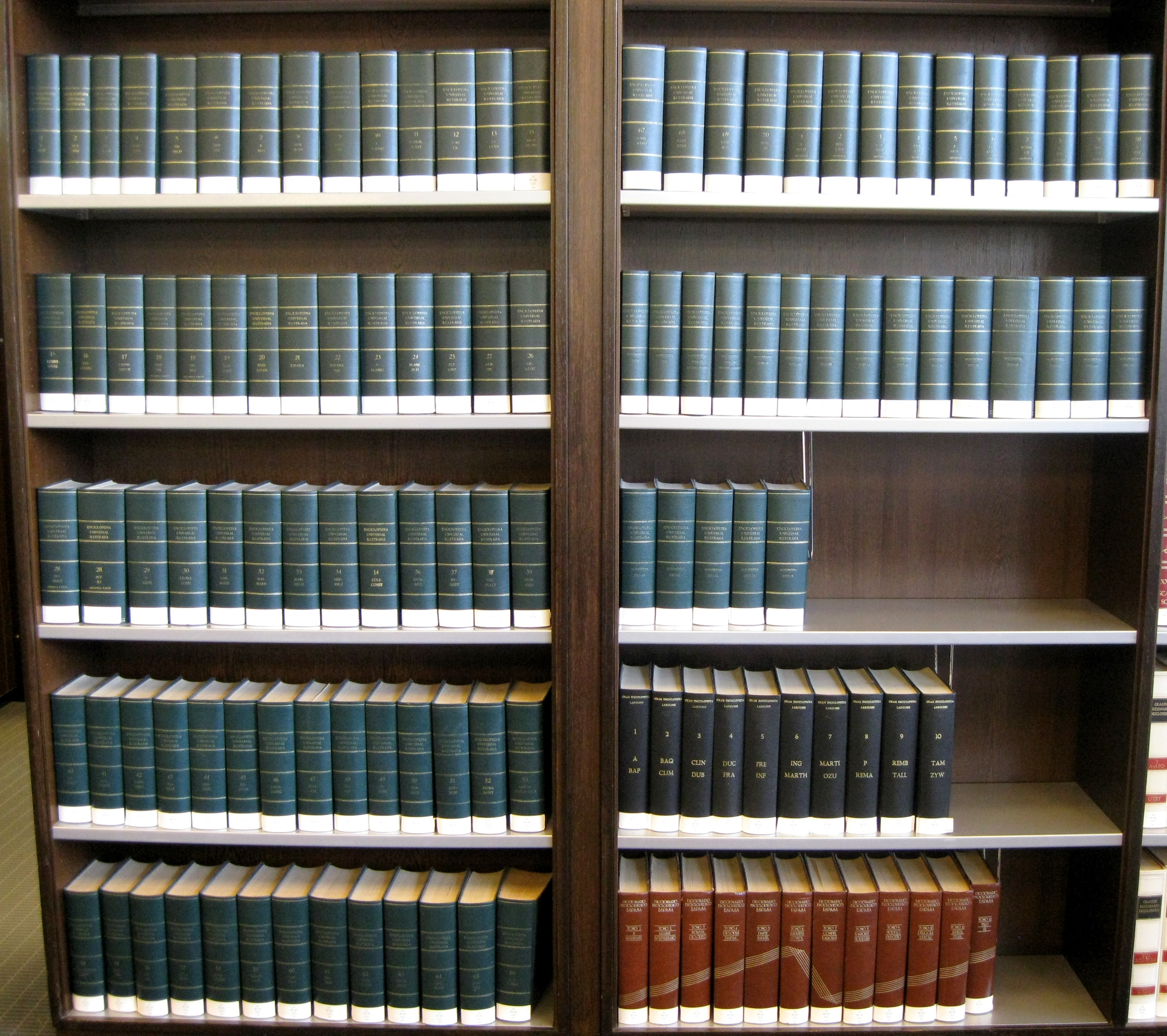
L'encyclopédie Espasa dans une bibliothèque.

1. A-ACD
2. ACE-ADZ
3. AE-ALAK
4. ALAL-ALLY
5. AM-ARCH
6. ARD-AZZ
7. B-BELL
8. BEM-BONF
9. BONG-BZ
10. C-CANAJ
11. CANAL-CARZ
12. CAS-CG
13. CI-COLD
14. COLE-CONST
15. CONST-CRAZ
16. CRE-CHARG
17. CHARI-DELLW
18. DEM-DIR (1re partie) / DIS-ECZ (2e partie)
19. ECH-ENRE
20. ENRI-ESPAN
21. ESPANA
22. ESPANA-EZZ
23. F-FLAMEZ
24. FLAMI-FUH
25. FUI-GIBZ
26. GIC-GUAZ
27. GUB-HN
28. HO-INSUS (1re partie) / INT-KZ (2e partie)
29. L-LEON
30. LEONA-LOMZ
31. LON-MADZ
32. MAE-MARH
33. MARI-MECH
34. MED-MICZ
35. MICH-MOMZ
36. MON-MTZ
37. MU-NEBY
38. NEC-NULLY
39. NUM-OQU
40. OR-PAKU
41. PAL-PAROZ
42. PARE-PEKZ
43. PEL-PESZ
44. PET-PIRZ
45. PIS-POLN
46. POLO-PREDZ
47. PREE-PTZ
48. PU-QW
49. R-REEZ
50. REF-REUZ
51. REV-ROM
52. ROMA-SAINT
53. SAINTE-StaCRUZ
54. StaCUBICIA-SELH
55. SELI-SIEZ
56. SIF-SOL
57. SOLA-SUBN
58. SUBO-TALASZ
59. TALAT-TELD
60. TELE-TERZ
61. TES-TIRN
62. TIRO-TOUM
63. TOUN-TRAZ
64. TRE-TUMZ
65. TUN-URZ
66. U.S.-VAREZ
67. VARF-VERQ
68. VERR-VINIE
69. VINIF-WEF
70. WEG-ZZ

### Appendices
1. A-BECH
2. BED-CEO
3. CER-DEM
4. DEN-EZT
5. F-HOK
6. HOL-MARCH
7. MARD-OZ
8. P-REE
9. REF-SZ
10. T-ZYX

### Suppléments
1. 1934
2. 1935
3. 1936-39 (1re partie) / 1936-39 (2e partie)
4. 1940-41
5. 1942-44
6. 1945-48
7. 1949-52
8. 1953-54
9. 1955-56
10. 1957-58
11. 1959-60
12. 1961-62
13. 1963-64
14. 1965-66
15. 1967-68
16. 1969-70
17. 1971-72
18. 1973-74
19. 1975-76
20. 1977-78
21. 1979-80
22. 1981-82
23. 1983-84
24. 1985-86
25. 1987-88
26. 1989-90
27. 1991-92
28. 1993-94
29. 1995-96
30. 1997-98
31. 1999-2000
32. 2001-02
33. 2003-04